# 가토 아키토시
가토 아키토시(일본어: 加藤明利, 1599년 ~ 1641년 5월 4일)는 일본 에도 시대의 다이묘이며, 미하루번, 니혼마쓰번의 번주를 지냈다.
가토 요시아키의 셋째 아들이며, 아버지 요시아키가 아이즈번으로 옮겨가면서 미하루번 영지를 받았고, 나중에 니혼마쓰번 3만 석 영지로 이봉되었다. 1631년에 아버지가 사망하자, 형 아키나리를 따랐다. 그러나 형이 반대파 가신을 살해하는 사건이 일어나자 아키토시도 이에 연좌되었고, 그 직후에 병으로 사망하였다. 막부측은 아키토시의 죽음에 수상한 점이 있다 하여 그의 죽음을 의심하였고, 결국 영지를 몰수 즉, 개역당하였다. 대신 삼남 아키카쓰에게 3천 석 영지가 주어져 하타모토로서 가문의 명맥을 잇게 했다.
|  | 미하루번 번주 1627년 ~ 1628년 | 후임 마쓰시타 나가쓰나 |

| 전임 마쓰시타 나가쓰나 | 니혼마쓰번 번주 1628년 ~ 1641년 | 후임 니와 미쓰시게 |